# Max-Planck-Institut für medizinische Forschung
Das Max-Planck-Institut für medizinische Forschung in Heidelberg ist eine Einrichtung der Max-Planck-Gesellschaft. Am Institut arbeiteten seit seiner Gründung sechs Nobelpreisträger: Otto Fritz Meyerhof (Physiologie), Richard Kuhn (Chemie), Walther Bothe (Physik), Rudolf Mößbauer (Physik), Bert Sakmann (Physiologie) und Stefan W. Hell (Chemie). Die Einrichtung ging aus dem 1927 gegründeten und 1930 eröffneten Kaiser-Wilhelm-Institut für medizinische Forschung hervor. Die Gründungsvision war es, medizinische Forschung durch die enge interdisziplinäre Zusammenarbeit von Physiologen, Biologen, Physikern und Chemikern unter einem Dach zu fördern.

## Geschichte
Das 22. Institut der Kaiser-Wilhelm-Gesellschaft wurde 1927 von Ludolf von Krehl als Kaiser-Wilhelm-Institut für medizinische Forschung gegründet, um Methoden der Physik und Chemie in die medizinische Grundlagenforschung einzuführen. Die Abteilungen für Chemie, Physiologie und Biophysik konzentrierten sich auf biophysikalische und chemische Fragestellungen, in der Tradition der Naturstoffchemie des Instituts.
Mit einer Abteilung für Molekularbiologie wurde in den 1960er Jahren neuen Entwicklungen in der Biologie Rechnung getragen. Ende der 1980er Jahre und während der 1990er Jahre kamen Untersuchungen zu spezifischen Funktionen von Muskel- und Nervenzellen hinzu. Neue Abteilungen für Zellphysiologie (1989–2008), Molekulare Zellforschung (1992–1999), Molekulare Neurobiologie (1995), Biomedizinische Optik (1999) und Biomolekulare Mechanismen (2002) wurden ebenso wie die Nachwuchsgruppen für Ionenkanalstruktur (1997–2003) und Entwicklungsgenetik (1999–2005) gegründet.
In den 2010er Jahren hat das Institut die größte grundlegende Neuorientierung seiner bald hundertjährigen Geschichte erlebt. Zentrales Thema der Forschung ist es seither, die komplexe Dynamik molekularer Prozesse in lebenden Zellen, Zellgruppen und Organoiden in Echtzeit zu beobachten und zu manipulieren. Die vier Abteilungen am Institut tragen mit ihrer Expertise auf sich ergänzenden Gebieten dazu bei: die Bestimmung atomarer Struktur (Ilme Schlichting), optische Nanoskopie (Stefan Hell), das Design neuer Reportermoleküle (Kai Johnsson) sowie zelluläre Materialwissenschaft und Biophysik (Joachim Spatz). Sie entwickeln neue Werkzeuge für die biomedizinische Forschung, die zu neuen Ergebnissen, Erkenntnissen und medizinischen Fortschritten führen werden. Damit verfolgt die Forschung am Institut weiterhin die Gründungsidee, medizinische Forschung durch die enge interdisziplinäre Zusammenarbeit unter einem Dach zu fördern.

## Forschungsschwerpunkte
Gegenwärtig hat das Max-Planck-Institut für medizinische Forschung vier Abteilungen: Biomolekulare Mechanismen, Chemische Biologie, Zelluläre Biophysik und Optische Nanoskopie. Sie vereinen Expertise aus den Bereichen Chemie, Physik und Materialwissenschaften, um neue Methoden und Technologien für die biomedizinische Grundlagenforschung zu entwickeln mit dem Ziel, perspektivisch neue therapeutische Möglichkeiten zu eröffnen.

### "Chemische Biologie" unter Kai Johnsson
Leben beruht auf dem zeitlich und räumlich orchestrierten Zusammenspiel von Biomolekülen. Der Großteil dieser Prozesse findet für uns jedoch bisher im Verborgenen statt. Die Abteilung Chemische Biologie um den Direktor Kai Johnsson entwickelt deshalb Methoden zur Lokalisierung und Quantifizierung ausgewählter Biomoleküle in lebenden Zellen. Diese Methoden tragen zu einem molekularen Verständnis zellulärer Vorgänge bei und finden darüber hinaus Anwendungen in der Biomedizin.

### "Biomolekulare Mechanismen" unter Ilme Schlichting
Prozesse in lebenden Zellen beruhen auf Wechselwirkungen zwischen abertausenden verschiedener Moleküle. Um einzelne Prozesse zu verstehen, müssen wir nicht nur die atomaren Strukturen der einzelnen beteiligten Moleküle kennen, sondern vielmehr auch ihre Änderungen während dieser Wechselwirkungen verfolgen. Die Mitarbeiter der Abteilung Biomolekulare Mechanismen entwickeln und verwenden neue Methoden, um auch bei sehr schnellen Ereignissen zu beobachten, wie Eigenschaften und Bewegungen von Atomen zur biologischen Funktion von Molekülen beitragen.

### "Optische Nanoskopie" unter Stefan Hell
Die Abteilung Optische Nanoskopie konzentriert sich auf die Entwicklung, Validierung und Umsetzung von Methoden optischer Mikroskopie, die die klassische Beugungsgrenze weit unterschreiten. Das primäre Ziel dieser Abteilung ist es, die nano-optische molekulare Analyse in (lebenden) Zellen voranzutreiben.

### "Zelluläre Biophysik" unter Joachim Spatz
Das zentrale wissenschaftliche Ziel der Abteilung ist die Entwicklung von Technologien, die auf der interdisziplinären Anwendung von Physik, Chemie, und Materialwissenschaften basieren. So sollen grundlegende Fragestellungen der Zellbiologie und Biomedizin erklärt sowie lebensähnliche Materialien konstruiert werden. Die Erforschung von Zellkohorten, im Hinblick auf ihre Entscheidungsprozesse und Organisation sowie Konstruktion und Funktion von synthetischen Zellen, Designer-Immunzellen und Geweben sind Beispiele der vielfältigen Projekte in der Abteilung für Zelluläre Biophysik.
Am Institut arbeiten zurzeit fünf Forschungsgruppen:
- "Anammox Biochemistry" unter Thomas Barends
- "Micro Nano and Molecular Systems" unter Peer Fischer
- "Protein Assembly" unter Jochen Reinstein
- "Chemically Induced Proximity" unter Roman Sarott
- "Single Molecule Sensing" unter Viktorija Glembockyte

## Emeritus Gruppe Biophysik
Schwerpunkt der Emeritusgruppe Biophysik unter der Leitung von Kenneth C. Holmes († 2. November 2021) war die Struktur des Myosin-Aktin Komplexes mit atomarer Auflösung.

## Research Schools (IMPRS)

### IMPRS for Quantum Dynamics in Physics, Chemistry and Biology
Die IMPRS for Quantum Dynamics in Physics, Chemistry and Biology ist eine gemeinsame Initiative des Max-Planck-Instituts für Kernphysik, der Ruprecht-Karls-Universität, des Deutschen Krebsforschungszentrums, des Max-Planck-Instituts für medizinische Forschung (alle in Heidelberg), sowie des GSI Helmholtzzentrums für Schwerionenforschung in Darmstadt.

## Weitere Einrichtungen

### Lichtmikroskopie
Die Zentrale Einrichtung Lichtmikroskopie des Max-Planck-Instituts für Medizinische Forschung soll Wissenschaftlern des Institutes und von außerhalb die Nutzung von komplexen, aktuellen Methoden der Lichtmikroskopie und der lichtmikroskopischen Datenanalyse bieten, Unterstützung und Training für Probenvorbereitung, Datenaufnahme und Datenanalyse bieten sowie die Kommunikation und den Austausch von experimentellen Erfahrungen fördern.

### Bibliothek
Die Bibliothek des Max-Planck-Instituts für medizinische Forschung ist eine wissenschaftliche Präsenz- und Spezialbibliothek. Sie dient der Lehre und Forschung im Bereich der Life Sciences, Chemie, Biologie und Physik.